# Standard Norge
Standard Norge (Standards Norway) ist die nationale Standardisierungsorganisation Norwegens und koordiniert auch die Mitarbeit norwegischer Fachexperten in der europäischen (CEN) und internationalen Standardisierung (ISO).

## Geschichte
Die Ursprünge von Standard Norge gehen auf das Jahr 1923 zurück, als das Standardisierungskomitee des norwegischen Industrieverbandes gegründet wurde. 1925 wurden die ersten Normen, NS 1 und NS 2, verabschiedet. 1931 wurde die Norges Standardiseringsforbund NSF (Norwegische Normungsvereinigung) als unabhängige Organisation gegründet. 1963 wurde der Norges Byggstandardiseringsråd NBR Norwegische Baustandardisierungsrat ins Leben gerufen, um den Wiederaufbau nach dem Zweiten Weltkrieg zu unterstützen. 1992 folgte die Gründung der Norsk Allmennstandardisering (Norwegischen Allgemeinen Normung), die eine koordinierende Rolle in Bereichen wie IT, Umwelt und Gesundheitswesen übernahm. 2003 entstand Standard Norge durch die Fusion von NBR, NAS, NSF und der Norwegischen Technologiestandardisierung (NTS). Standard Norge feierte 2023 sein 100-jähriges Bestehen.

## Aufgaben
Mit ihren 70 Angestellten entwickelt und über 2000 ehrenamtlichen Experten veröffentlicht Standard Norge jährlich ca. 1.200 Normen, von denen jedoch die meisten in europäischer Zusammenarbeit entstehen. Nationale Normen werden als NS (Norsk Standard) veröffentlicht. Normen aus internationaler Zusammenarbeit werden mit NS gekennzeichnet, z. B. NS-ISO (ISO) oder NS-EN (CEN).
Die Organisation ist Mitglied von CEN- und ISO, sodass norwegischen Experten in CEN und ISO-Normungsgremien mitarbeiten können.